# Saint-Genis-d'Hiersac
Saint-Genis-d'Hiersac är en kommun i departementet Charente i regionen Nouvelle-Aquitaine i västra Frankrike. Kommunen ligger  i kantonen Hiersac som ligger i arrondissementet Angoulême. År 2022 hade Saint-Genis-d'Hiersac 915 invånare.

## Befolkningsutveckling
Antalet invånare i kommunen Saint-Genis-d'Hiersac
Referens:INSEE